# 宮ゆい
宮 ゆい（みや ゆい、8月20日 - ）は、日本の女優。福岡県福岡市出身。

## 来歴・人物
筑紫女学園高等学校卒業、Corbett high school留学（米オレゴン州）、学習院大学文学部ドイツ文学科卒業。2013-2015イアラモデルスに所属。2016-2017アミューズに所属。現在フリー。2018年長男を出産。
趣味はロードバイク（anchorRFX8）、キックボクシング、映画鑑賞、バックパック海外旅行、温泉、銭湯。

## 出演作品

### 映画
- ピンクとグレー（2016年）

### CM
- 池田模範堂　ヒビケア
- 郵政公社
- スバル　レヴォーグ
- オオトモ　HASA

### テレビドラマ
- 結婚できない男（2006年、フジテレビ）
- 平成猿蟹合戦図（2014年、WOWOW）
- トリハダ（秘）スクープ映像100科ジテン（2015年、テレビ朝日）- 横山ゆかりちゃん事件の横山ゆかりちゃんの母親・横山光子 役
- 土曜ワイド劇場 家裁調査官・山ノ坊晃〜紛争解決100%の男!（2016年、テレビ朝日）- 女性社員・カナエ 役
- 痛快TV スカッとジャパン （2017年、フジテレビ） - 佐山優子 役

### 舞台
- ペコラムートンの羊（2008年）
- カフェ ラングドシャ（2009年）
- 銀河の底（2009年）
- 人生は舞台より奇なり（2010年）
- presentation（2012年）- 杉並区演劇祭ドラマキングダム出展
- ひとしずくの殺意
- マンハッタンの女たち（2012年）- 作JPシャンリィ 主演ビリー
- LOVE LETTERS（2012年）- 作ARガーニー 主演メリッサ
- 紙風船（2013年）- 作岸田國士 主演 妻
- 配達されたい私たち（2015年）- 作一色伸幸 岡江有

### PV
- 伊藤由奈「Urban Mermaid」（2008年）
- back number「世田谷ラブストーリー」（2015年）

### 朗読
- 浅野タダヨ詩集「ゼロ地帯」（2013年）